# Революция 1848—1849 годов в Словакии
Революция 1848—1849 годов в Словакии (словац. Slovenské povstanie) — буржуазно-демократическая революция в Словакии, одна из европейских революций 1848—1849 гг.. Восстание продолжалось с сентября 1848 года по ноябрь 1849 года.

## Причины восстания
Восстание было обусловлено словацким национальным советом, подавляемым венгерскими властями, в том числе революционным венгерским правительством.
Словацкое восстание поддержал бан Хорватии Йосип Елачич.